# Montaut (Landes)
Montaut è un comune francese di 576 abitanti situato nel dipartimento delle Landes nella regione della Nuova Aquitania.

## Società

### Evoluzione demografica
Abitanti censiti